# Hachan
Hachan es una comuna francesa situada en el departamento de Altos Pirineos, en la región de Occitania.

## Demografía
| 49 | 53 | 54 | 40 | 35 | 38 | 44 |
| Para los censos de 1962 a 1999 la población legal corresponde a la población sin duplicidades (Fuente: INSEE [Consultar]) |    |    |    |    |    |    |